# باكاو (غامبيا)
باكاو مدينة غامبية تطل على المحيط الأطلسي وتقع بالقرب من العاصمة بانجول . أهم معالمها حديقة النباتات وحديقة التماسيح والسواحل . تعتبر أهم ضاحية خارج بانجول ومن أكثر المدن تطورا . اتخذت شركة خطوط طيران أفرينات من مدينة باكاو مقرا لها . تعتبر مدرسة باكاو الابتدائية أحد أقدم المدارس في غامبيا وتم تأسيسها في 1947 .

## معرض صور

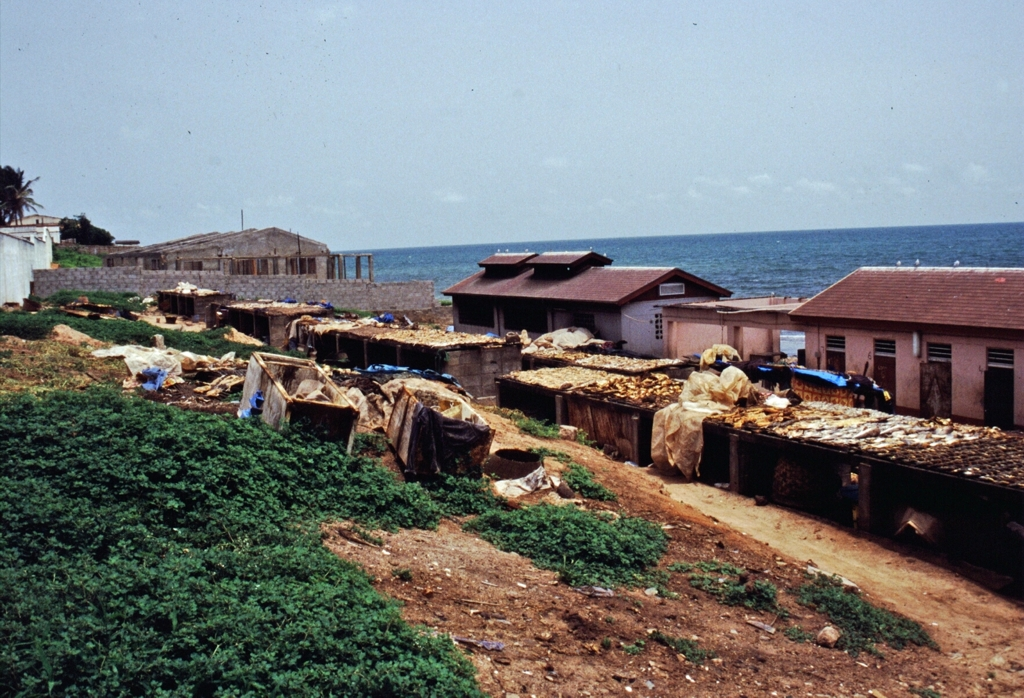
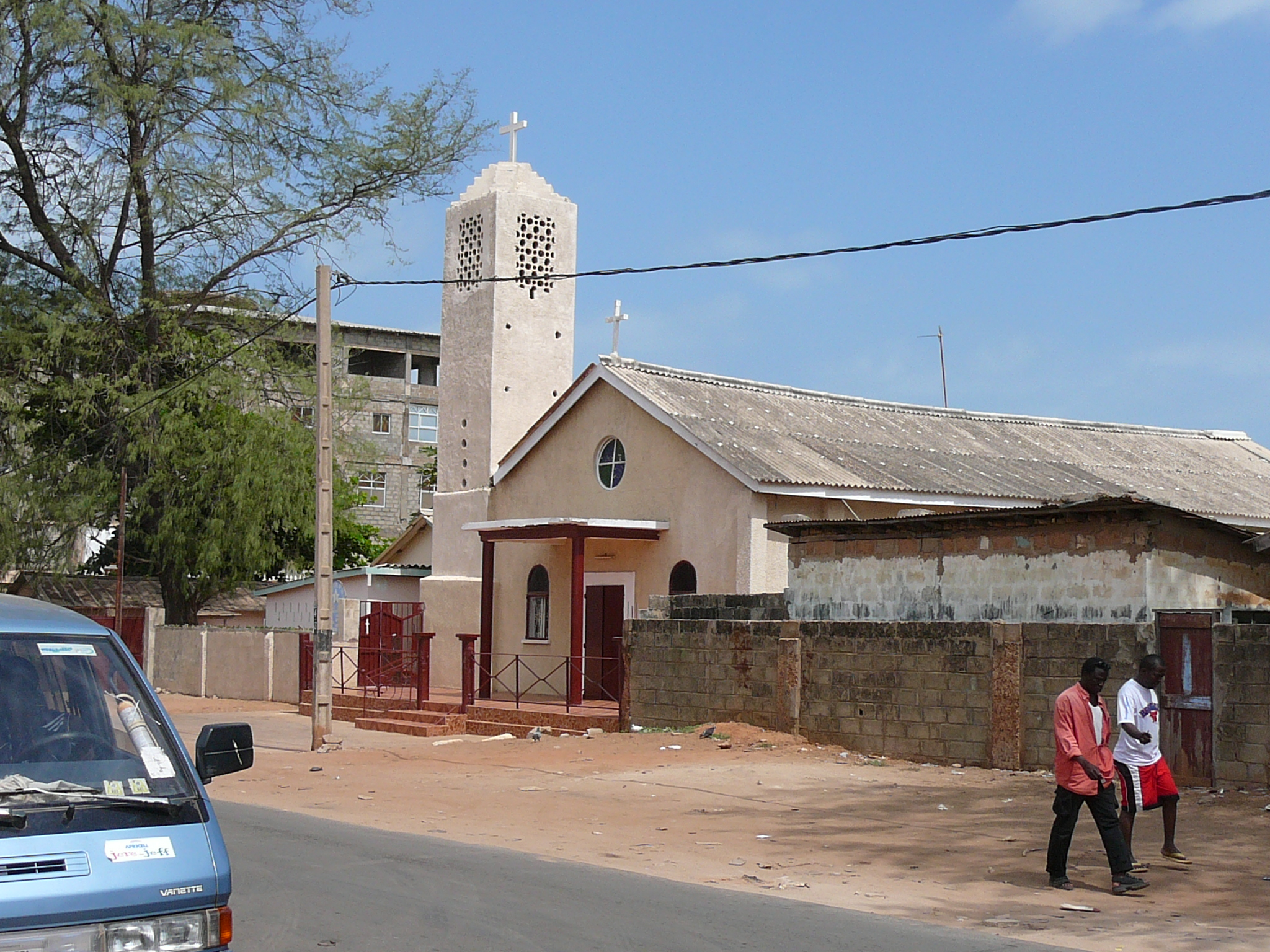
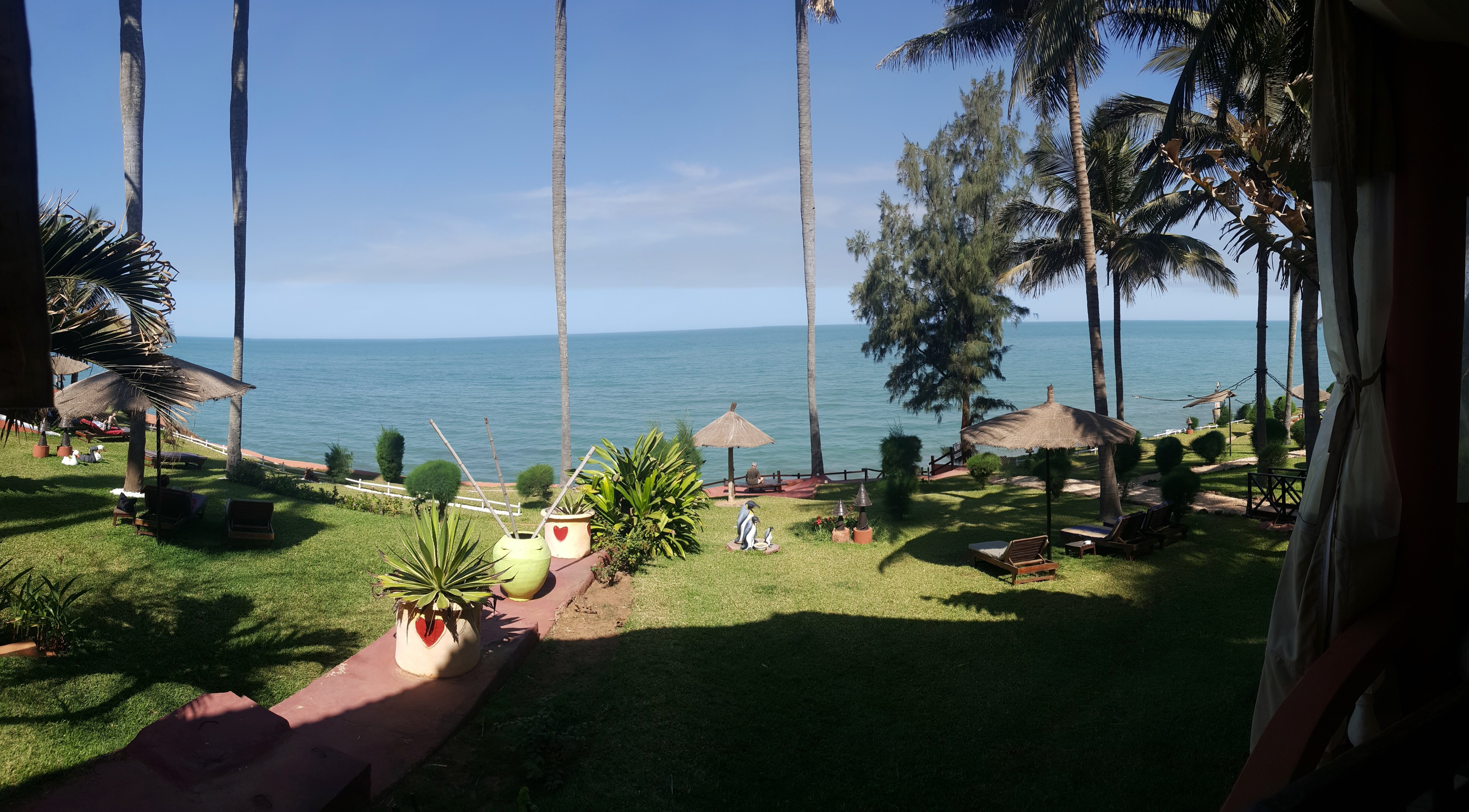
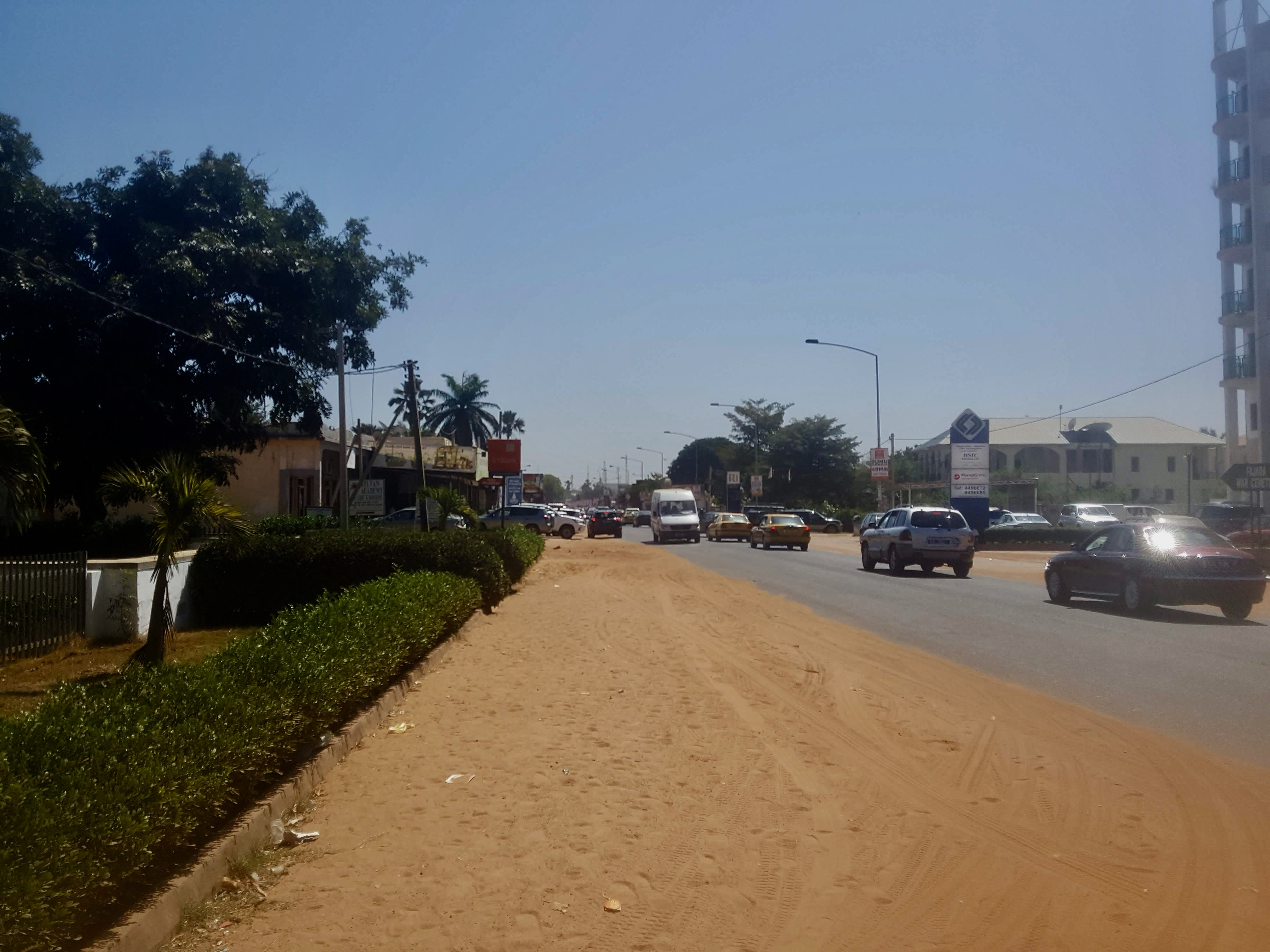
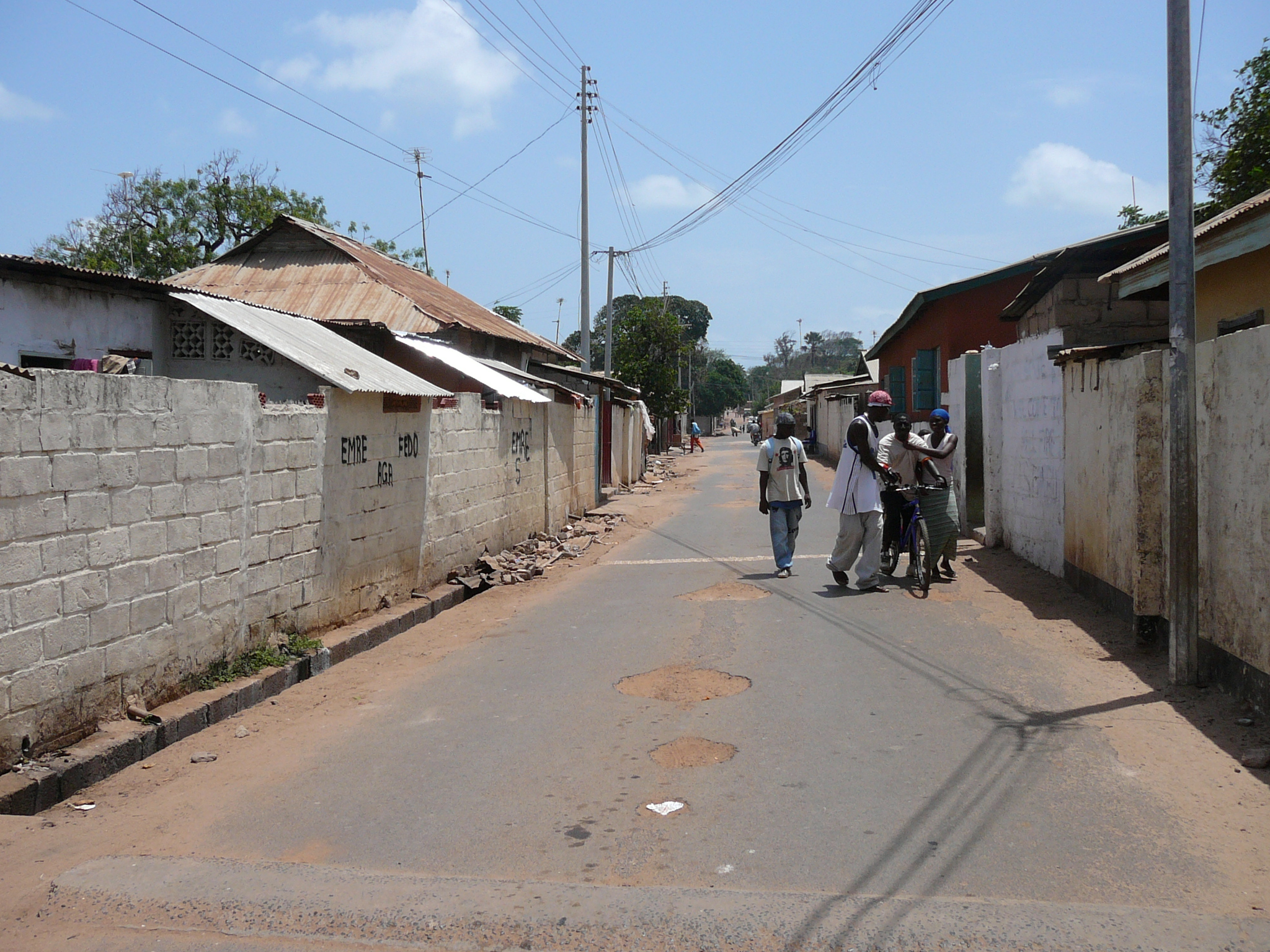
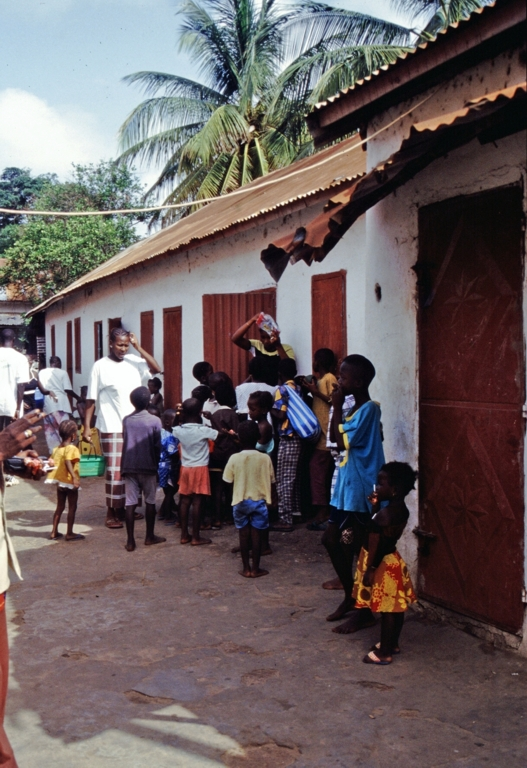

## أعلام
- نجوغو ديمبا نيرين
- عبدو جامه
- كيبا سيساي
- جايسوما سايدي ندوري
- داودا جاوارا